# Saison 2022-2023 du Stade Malherbe Caen
Maillots
Chronologie
Saison précédente Saison suivante
La saison 2022-2023 du Stade Malherbe Caen, club de football français, voit le club évoluer en Ligue 2. C'est la 32e saison du club normand à ce niveau.
Le club a terminé la saison précédente à la 7e place et a pu ainsi engager le renouvellement de son effectif au plus tôt. Stéphane Moulin opte pour la reconduite du système de jeu en 3-5-2 qui a aidé au succès de l'équipe lors des derniers mois. Les titulaires en partance sont remplacés rapidement et l'effectif est bâti pour l'essentiel dès la reprise de l’entraînement. L'objectif annoncé par le président Olivier Pickeu est de continuer à progresser au classement et de se rapprocher de l'objectif de la remontée en Ligue 1.
Malherbe réalise dans l'ensemble une très bonne saison à domicile, avec 11 victoires, 6 matchs nuls et 2 défaites à d'Ornano. L'équipe est en revanche en difficulté à l'extérieur, en particulier contre les équipes de bas de tableau. Cette irrégularité empêche le SMC de jouer la montée dans une saison sans play-off où seules les deux premières équipes du classement accèdent à la Ligue 1. Entre décembre et fin janvier, l'entraineur Stéphane Moulin se met en retrait de l'équipe, victime d'un drame personnel. De retour sur le banc quelques semaines plus tard, il annonce en fin de saison ne plus vouloir continuer d'entrainer le club en raison de « désaccords très personnels » avec le président Olivier Pickeu. Dans ce contexte de fin de cycle, les Caennais terminent tout de même le championnat à la 5e place.

## Historique

### Avant-saison

#### Mercato

##### Arrivées
Le 17 juin 2022, Malherbe officialise sa première recrue : l'expérimenté défenseur central Romain Thomas arrive en provenance d'Angers et s'engage pour trois ans. Le club signe ensuite de nombreux joueurs en fin de contrat. Le milieu récupérateur Quentin Daubin, fraichement désigné meilleur tacleur de Ligue 2, débarque de Pau.
À la recherche d'un nouveau gardien titulaire, Stéphane Moulin convainc Anthony Mandrea, qui a participé activement au maintien d'Angers SCO en Ligue 1 en jouant les neuf derniers matchs de la saison. Fin juin, le SMC continue de renforcer son arrière-garde. Le défenseur central Emmanuel Ntim arrive de Valenciennes, tandis que le latéral gauche Johann Obiang débarque de Rodez.
Pour pallier le probable départ du capitaine Jessy Deminguet au milieu de terrain, le club recrute le polyvalent et prometteur Bilal Brahimi à Dunkerque. Il signe également le jeune Iyad Mohamed, en provenance d'Auxerre.
En attaque, Malherbe débauche l'avant-centre du Pau FC Samuel Essende, auteur de sept buts la saison passée, et bénéficie du retour de prêt de Godson Kyeremeh, élu révélation du championnat National la saison précédente avec le FC Annecy.

##### Départs
Le 7 mai 2022, le club officialise trois départs de joueurs en fin de contrat : Prince Oniangué, Rémy Riou et Anthony Gonçalves. Une cérémonie d'adieu leur est consacrée sur la pelouse de d'Ornano à la fin de la rencontre face à Quevilly. Le 24 mai, le gardien Rémy Riou retourne à l'Olympique lyonnais, son club formateur. 
Les deux joueurs prêtés au club, Mehdi Chahiri et Nuno Da Costa retournent dans leurs clubs respectifs. Pour Nuno Da Costa une prolongation du prêt est souhaité par Caen mais les négociations avec Nottingham Forrest s'avèrent compliquées notamment sur le point financier.
Le 22 juin 2022, le club enregistre son premier départ majeur. Le prometteur Johann Lepenant, titulaire indiscutable au milieu de terrain la saison précédente, quitte son club formateur pour la Ligue 1 et l'Olympique lyonnais. Le montant du transfert est de 6,75 millions d'euros, bonus compris, auquel s'ajoute 10% d'intéressement sur un éventuel futur transfert.
Les dirigeants prêtent par ailleurs deux jeunes joueurs sur lesquels ils comptent pour l'avenir, mais qui ont besoin d'être titulaire dès cette saison. Le gardien Sullivan Péan est ainsi prêté à Dunkerque, tandis que l'attaquant Andréas Hountondji rejoint le voisin Quevilly-Rouen. Ilyes Najim est à son tour prêté à Bourg-en-Bresse. Zeidane Inoussa de son côté, est prêté une deuxième fois au Real Murcie pour une saison entière cette fois-ci.
L'attaquant américain Nicholas Gioacchini, qui n'entre pas dans les plans des dirigeants, est transféré aux États-Unis dans le club de Orlando City.
Après avoir prolongé son contrat jusqu'en 2023 l'été dernier, Jonathan Rivierez est transféré à Bourg-en-Bresse le 26 juillet 2022.
Enfin Jessy Deminguet, à qui une prolongation de contrat a été proposée, demande et obtient de pouvoir être transféré en Ligue 1. Les dirigeants malherbistes restent cependant inflexibles sur le montant du transfert. Durant deux mois, aucun club ne propose la somme réclamée par le SMC, malgré deux offres du Toulouse FC en particulier, qui propose jusqu'à 1,5M€. Le joueur, quant à lui, refuse de s'entrainer avec l'équipe première dans l'attente de son transfert. Finalement, Deminguet reste au club à l'issue du mercato.
| Nom                 | Nationalité         | Transfert (montant)    | Provenance/Destination     | Division       |
| Arrivées            | Arrivées            | Arrivées               | Arrivées                   | Arrivées       |
| ------------------- | ------------------- | ---------------------- | -------------------------- | -------------- |
| Romain Thomas       | France              | Libre                  | Angers SCO                 | Ligue 1        |
| Quentin Daubin      | France              | Libre                  | Pau FC                     | Ligue 2        |
| Samuel Essende      | France              | Transfert (env. 500K€) | Pau FC                     | Ligue 2        |
| Emmanuel Ntim       | Ghana               | Libre                  | Valenciennes FC            | Ligue 2        |
| Anthony Mandrea     | Algérie             | Libre                  | Angers SCO                 | Ligue 1        |
| Iyad Mohamed        | Comores             | Libre                  | AJ Auxerre                 | Ligue 2        |
| Bilal Brahimi       | France              | Transfert (env. 200K€) | USL Dunkerque              | Ligue 2        |
| Johann Obiang       | Gabon               | Libre                  | Rodez AF                   | Ligue 2        |
| Godson Kyeremeh     | France              | Retour de prêt         | FC Annecy                  | National       |
| Hianga'a Mbock      | France              | Prêt                   | Stade brestois 29          | Ligue 1        |
| Départs             |                     |                        |                            |                |
| Zeidane Inoussa     | Suède               | Prêt                   | Real Murcie                | Segunda B      |
| Andréas Hountondji  | France              | Prêt                   | US Quevilly-Rouen          | Ligue 2        |
| Sullivan Péan       | France              | Prêt                   | USL Dunkerque              | National       |
| Steve Shamal        | France              | Transfert              | FC Annecy                  | Ligue 2        |
| Johann Lepenant     | France              | Transfert (env. 6M€)   | Olympique lyonnais         | Ligue 1        |
| Yoël Armougom       | France              | Transfert              | FC Sochaux-Montbéliard     | Ligue 2        |
| Nicholas Gioacchini | États-Unis          | Transfert              | Orlando City SC            | MLS            |
| Aloys Fouda         | Cameroun            | Transfert              | Berrichonne de Châteauroux | National       |
| Ilyes Najim         | France              | Prêt                   | FBBP 01                    | National       |
| Nuno Da Costa       | Cap-Vert            | Retour de prêt         | Nottingham Forest          | Premier League |
| Mehdi Chahiri       | France              | Retour de prêt         | RC Strasbourg              | Ligue 1        |
| Rémy Riou           | France              | Fin de contrat         | Olympique lyonnais         | Ligue 1        |
| Jonathan Rivierez   | France              | Transfert              | FBBP 01                    | National       |
| Prince Oniangué     | République du Congo | Fin de contrat         |                            |                |
| Anthony Gonçalves   | France              | Fin de contrat         | Stade lavallois            | Ligue 2        |

### Mercato d'hiver
| Nom                | Nationalité | Transfert (montant)                 | Provenance/Destination | Division           |
| Arrivées           | Arrivées    | Arrivées                            | Arrivées               | Arrivées           |
| ------------------ | ----------- | ----------------------------------- | ---------------------- | ------------------ |
| Zeidane Inoussa    | Suède       | Retour de prêt                      | Real Murcie            | Segunda B          |
| Moussa Sylla       | France      | Libre                               | FC Utrecht             | Eredivisie         |
| Anton Salétros     | Suède       | Libre                               | Sarpsborg 08           | Eliteserien        |
| Andréas Hountondji | France      | Retour de prêt                      | US Quevilly-Rouen      | Ligue 2            |
| Départs            |             |                                     |                        |                    |
| Zeidane Inoussa    | Suède       | Prêt (six mois avec option d'achat) | Valence CF             | LaLiga Santander   |
| Brahim Traoré      | France      | Prêt (six mois avec option d'achat) | Standard de Liège      | Jupiler Pro League |
| Iyad Mohamed       | Comores     | Prêt (six mois)                     | Le Mans FC             | National           |
| Andréas Hountondji | France      | Prêt (six mois)                     | US Orléans             | National           |
| Jason Ngouabi      | France      | Transfert                           | FC Bastia-Borgo        | National           |

## Joueurs et club

### Sponsors et équipementier
En fin de contrat avec Umbro, le club décide de changer d'équipementier et s'engage avec l'italien Kappa jusqu'en 2025.
Le 7 juillet, le club annonce le renouvellement de son sponsor principal, l'entreprise normande Starwash. 
Le 8 juillet, le maillot est dévoilé : il reprend le dessin des rayures du maillot des saisons 1991-1992 et 1992-1993, qui avait vu le club se qualifier et disputer pour la première fois la Coupe d'Europe.

## Les rencontres de la saison

### Championnat de Ligue 2
Le championnat débute le 30 juillet 2022 et se termine le 3 juin 2022.
| Date                      | Heure | J. | Adversaire             | Lieu | Score | Buteurs pour le SM Caen                                | Pts | Class. | Affluence     | Averti                              | Carton rouge |
| ------------------------- | ----- | -- | ---------------------- | ---- | ----- | ------------------------------------------------------ | --- | ------ | ------------- | ----------------------------------- | ------------ |
| Samedi 30 juillet 2022    | 19h00 | 1  | Nîmes                  | Ext. | 0 - 1 | Kyeremeh 90+3e                                         | 3   | 6e     | 2 969         | Mendy, Essende                      |              |
| Lundi 8 août 2022         | 20h45 | 2  | FC Metz                | Dom. | 1 - 0 | Diani 38e                                              | 6   | 2e     | 15 360        | Vandermersch                        |              |
| Samedi 13 août 2022       | 19h00 | 3  | Dijon FCO              | Ext. | 2 - 2 | Mendy 49e, Traoré 87e (csc)                            | 7   | 3e     | 7 342         | Daubin, Abdi                        |              |
| Samedi 20 août 2022       | 19h00 | 4  | EA Guingamp            | Dom. | 4 - 1 | Ntim 18e, Mendy 19e, Essende 53e, Jeannot 75e (pen.)   | 10  | 1er    | 14 928        | Brahimi, Mandrea, Thomas            |              |
| Samedi 27 août 2022       | 19h00 | 5  | Paris FC               | Ext. | 1 - 1 | Thomas 44e                                             | 11  | 1er    | 4 179         | Teikeu, Mohamed                     |              |
| Mardi 30 août 2022        | 20h45 | 6  | Pau FC                 | Dom. | 1 - 1 | Abdi 23e                                               | 12  | 1er    | 13 903        | Essende, Vandermersch               | Essende      |
| Vendredi 2 septembre 2022 | 20h45 | 7  | Havre AC               | Ext. | 2 - 1 | Kyeremeh 90+1e                                         | 12  | 5e     | 16 007        | Mendy, Thomas                       |              |
| Samedi 10 septembre 2022  | 19h00 | 8  | Amiens SC              | Dom. | 3 - 1 | Mendy 46e, Essende 56e, Thomas 71e                     | 15  | 3e     | 12 583        | Thomas, Vandermersch                |              |
| Samedi 17 septembre 2022  | 19h00 | 9  | Grenoble Foot 38       | Ext. | 1 - 0 |                                                        | 15  | 6e     | 4 446         | Thomas                              |              |
| Samedi 1er octobre 2022   | 19h00 | 10 | QRM                    | Dom. | 0 - 1 |                                                        | 15  | 8e     | 13 031        | Cissé, Teikeu                       |              |
| Samedi 8 octobre 2022     | 19h00 | 11 | Niort FC               | Dom. | 1 - 0 | Kyeremeh 45+5e                                         | 18  | 6e     | 11 142        | Deminguet, Obiang, Mendy, Brahimi   |              |
| Samedi 15 octobre 2022    | 19h00 | 12 | Stade lavallois        | Ext. | 4 - 0 |                                                        | 18  | 8e     | 8 702         | Thomas, Abdi                        |              |
| Samedi 22 octobre 2022    | 19h00 | 13 | Rodez AF               | Dom. | 2 - 0 | Mendy 68e, Essende 71e                                 | 21  | 7e     | 11 197        | Daubin, Abdi, Ntim                  |              |
| Samedi 5 novembre 2022    | 19h00 | 14 | Valenciennes FC        | Ext. | 1 - 1 | Mendy 23e                                              | 22  | 7e     | 11 212        | Ntim, Mandrea, Thomas, Abdi         |              |
| Samedi 12 novembre 2022   | 19h00 | 15 | FC Annecy              | Dom. | 0 - 0 |                                                        | 23  | 5e     | 16 013        | Mbock, Brahimi, Ntim                |              |
| Lundi 26 décembre 2022    | 21h00 | 16 | SC Bastia              | Ext. | 1 - 0 |                                                        | 23  | 7e     | 0 (huis clos) |                                     |              |
| Vendredi 30 décembre 2022 | 19h05 | 17 | AS Saint-Étienne       | Ext. | 1 - 1 | Mendy 17e (pen.)                                       | 24  | 7e     | 14 785        | Kyeremeh, Mendy, Abdi               |              |
| Mardi 10 janvier 2023     | 20h45 | 18 | Girondins de Bordeaux  | Dom. | 2 - 2 | Mendy 52e, Abdi 82e                                    | 25  | 8e     | 15 554        | Thomas, Vandermersch                | Court        |
| Vendredi 20 janvier 2023  | 18h30 | 19 | FC Sochaux-Montbéliard | Ext. | 1 - 2 | Mendy 65e (pen.), Brahimi 89e                          | 28  | 7e     | 8 771         | Daubin                              |              |
| Samedi 28 janvier 2023    | 19h00 | 20 | Stade lavallois        | Dom. | 0 - 0 |                                                        | 29  | 8e     | 12 912        |                                     |              |
| Mardi 31 janvier 2023     | 20h45 | 21 | FC Annecy              | Ext. | 2 - 0 |                                                        | 29  | 8e     | 6 156         | Thomas, Vandermersch, Mbock, Daubin |              |
| Vendredi 3 février 2023   | 20h45 | 22 | SC Bastia              | Dom. | 3 - 1 | Salétros 50e, Mendy 69e (pen.) 82e                     | 32  | 8e     | 11 176        | Brahimi, Ntim                       |              |
| Lundi 13 février 2022     | 20h45 | 23 | FC Metz                | Ext. | 0 - 0 |                                                        | 33  | 8e     | 13 790        |                                     |              |
| Samedi 18 février 2023    | 19h00 | 24 | Grenoble               | Dom. | 2 - 1 | Mendy 65e, Bassette 90+4e                              | 36  | 6e     | 11 892        | Daubin                              |              |
| Samedi 25 février 2023    | 19h00 | 25 | EA Guingamp            | Ext. | 1 - 2 | Court 19e, Kyeremeh 42e                                | 39  | 5e     | 8 060         | Deminguet, Court                    |              |
| Lundi 6 mars 2023         | 20h45 | 26 | FC Sochaux-Montbéliard | Dom. | 0 - 0 |                                                        | 40  | 6e     | 15 125        | Court, Cissé                        |              |
| Samedi 11 mars 2023       | 19h00 | 27 | Rodez                  | Ext. | 3 - 2 | Vandenabeele 38e (csc), Abdi 90+2e                     | 40  | 7e     | 2 012         | Diani                               |              |
| Samedi 18 mars 2023       | 19h00 | 28 | VAFC                   | Dom. | 2 - 1 | Brahimi 9e, Mendy 77e                                  | 43  | 6e     | 11 825        | Mendy, Vandermersch, Hafid          |              |
| Samedi 1er avril 2023     | 19h00 | 29 | Dijon FCO              | Dom. | 2 - 1 | Brahimi 60e, Mendy 70e (pen.)                          | 46  | 6e     | 13 341        | Mendy                               |              |
| Samedi 8 avril 2023       | 19h00 | 30 | QRM                    | Ext. | 2 - 1 | Mendy 59e (pen.)                                       | 46  | 7e     | 4 591         | Vandermersch, Mendy, Diani          |              |
| Samedi 15 avril 2023      | 19h00 | 31 | Paris FC               | Dom. | 3 - 1 | Mendy 16e, Chergui 45e (csc), Kyeremeh 75e             | 49  | 6e     | 12 537        |                                     |              |
| Samedi 22 avril 2023      | 19h00 | 32 | Niort                  | Ext. | 1 - 2 | Thomas 13e, Kilama 32e (csc)                           | 52  | 5e     | 2 184         | Daubin                              |              |
| Samedi 29 avril 2023      | 14h45 | 33 | Havre AC               | Dom. | 1 - 2 | Ntim 89e                                               | 52  | 6e     | 19 686        |                                     |              |
| Samedi 6 mai 2023         | 15h00 | 34 | Girondins de Bordeaux  | Ext. | 1 - 0 |                                                        | 52  | 6e     | 27 061        | Mbock, Thomas, Diani                |              |
| Samedi 13 mai 2023        | 19h00 | 35 | Nîmes                  | Dom. | 4 - 2 | Mendy 57e (pen.) 83e (pen.), Mbock 69e, Kyeremeh 90+3e | 55  | 5e     | 14 611        | Kyeremeh                            |              |
| Samedi 20 mai 2023        | 19h00 | 36 | Amiens SC              | Ext. | 1 - 3 | Thomas 40e, Vandermersch 60e, Mendy 70e                | 58  | 5e     | 6 714         | Thomas                              |              |
| Vendredi 26 mai 2023      | 20h45 | 37 | AS Saint-Étienne       | Dom. | 2 - 2 | Mendy 83e, Essende 85e                                 | 59  | 5e     | 19 537        | Ntim                                |              |
| Vendredi 2 juin 2023      | 20h45 | 38 | Pau FC                 | Ext. | 1 - 0 |                                                        | 59  | 5e     | 3 676         | Thomas, Sylla                       |              |

| Rang | Équipe                  | Pts | J  | G  | N  | P  | Bp | Bc | Diff |
| ---- | ----------------------- | --- | -- | -- | -- | -- | -- | -- | ---- |
| 3    | Girondins de Bordeaux R | 69  | 38 | 20 | 9  | 9  | 51 | 28 | +23  |
| 4    | SC Bastia               | 60  | 38 | 17 | 9  | 12 | 52 | 45 | +7   |
| 5    | SM Caen                 | 59  | 38 | 16 | 11 | 11 | 52 | 43 | +9   |
| 6    | EA Guingamp             | 55  | 38 | 15 | 10 | 13 | 51 | 46 | +5   |
| 7    | Paris FC                | 55  | 38 | 15 | 10 | 13 | 45 | 43 | +2   |

### Coupe de France
Le Stade Malherbe effectue son entrée dans la compétition lors du 7ème tour face à l'US Saint-Malo, avec tous les clubs de Ligue 2, le week-end du 29-30 octobre. Le SM Caen réussit à se qualifier pour la suite de la compétition après un match très compliqué. Après avoir été mené avant la pause, Malherbe renverse le score grâce à deux buts sur pénalty et pense tenir sa qualification mais encaisse le but égalisateur en toute fin de match. Les malherbistes remportent la séance de tirs au but.  
Le tirage au sort du 8e tour donne l'AF Virois, club du département de l'Orne, comme adversaire du SM Caen. Le match doit se tenir le 19 novembre mais il est reporté à la suite de la non-homologation par la FFF d'une tribune provisoire pourtant validée quelques jours plus tôt par un représentant de la FFF. Le match est donc repoussé au 17 décembre mais ne peut toujours pas se tenir à cette date pour cause de pelouse gelée. Le Stade Malherbe propose de jouer la rencontre au stade Michel-d'Ornano, proposition qui sera acceptée par le président de l'AF Virois. Le match se joue finalement le 21 décembre. Il est remporté par le SM Caen sur le score de 3-0 mais, pour avoir fait jouer Dieudonné Gaucho Debohi, à qui il restait de purger une suspension avec l'équipe réserve, le Stade Malherbe est finalement éliminé sur tapis vert. 
| 7e tour               | (N3) US Saint-Malo                                                     | 2 – 2 3 - 4 t. a. b. | Stade Malherbe Caen (L2)                 |                                                                                             |                                                                                             |
| 29 octobre 2022 18h00 | Barroug 40e · Héry 90+4e                                               | (1 - 0)              | 65e (pen.) Deminguet · 84e (pen.) Mendy  | Stade Marville, Saint-Malo Spectateurs : 1 697 Diffuseur : FFF TV Arbitrage : Gabriel Henry | Stade Marville, Saint-Malo Spectateurs : 1 697 Diffuseur : FFF TV Arbitrage : Gabriel Henry |
| 29 octobre 2022 18h00 | Bérénice 20e · Cissé 63e · Heinry 64e · Barroug 69e · El Kouraichi 85e | Rapport              | 7e Vandermersch · 90e Mandrea ·          | Stade Marville, Saint-Malo Spectateurs : 1 697 Diffuseur : FFF TV Arbitrage : Gabriel Henry | Stade Marville, Saint-Malo Spectateurs : 1 697 Diffuseur : FFF TV Arbitrage : Gabriel Henry |
| 29 octobre 2022 18h00 | Le Nédic · Barroug · Leroyer · Taïpa · Kitenge                         | Tirs au but 3 - 4    | Jeannot · Thomas · Mendy · Diani · Mbock | Stade Marville, Saint-Malo Spectateurs : 1 697 Diffuseur : FFF TV Arbitrage : Gabriel Henry | Stade Marville, Saint-Malo Spectateurs : 1 697 Diffuseur : FFF TV Arbitrage : Gabriel Henry |

| 8e tour                | (N3) AF Virois | 3 – 0 Tapis vert | Stade Malherbe Caen (L2)                                                       |                                                                                              |                                                                                              |
| 21 décembre 2022 20h00 |                | (0 – 2, 0 – 3)   | 13e Essende ( Deminguet) · 38e Mendy ( Vandermersch) · 85e Kyeremeh ( Jeannot) | Stade Michel d'Ornano, Caen Spectateurs : 4 773 Diffuseur : FFF TV Arbitrage : Mickaël Leleu | Stade Michel d'Ornano, Caen Spectateurs : 4 773 Diffuseur : FFF TV Arbitrage : Mickaël Leleu |
| 21 décembre 2022 20h00 | Voivenel 40e   | Rapport          | 3e Lebreton · 68e Gaucho Debohi                                                | Stade Michel d'Ornano, Caen Spectateurs : 4 773 Diffuseur : FFF TV Arbitrage : Mickaël Leleu | Stade Michel d'Ornano, Caen Spectateurs : 4 773 Diffuseur : FFF TV Arbitrage : Mickaël Leleu |

## Statistiques
Les statistiques de buts et passes décisives sont celles données par le site officiel de la Ligue 2. 

Mis à jour après SM Caen - AS Saint-Etienne (2-2), en Ligue 2, le 26 mai 2023.

### Classements des buteurs et passeurs (toutes compétitions)
| Rang                                          | Joueur            | Ligue 2 | Coupe de France | Total |
| --------------------------------------------- | ----------------- | ------- | --------------- | ----- |
| 1                                             | Alexandre Mendy   | 19      | 1               | 20    |
| 2                                             | Godson Kyeremeh   | 6       | 0               | 6     |
| 3                                             | Samuel Essende    | 4       | 0               | 4     |
| 4                                             | Romain Thomas     | 4       | 0               | 4     |
| 5                                             | Ali Abdi          | 3       | 0               | 3     |
| 5                                             | Bilal Brahimi     | 3       | 0               | 3     |
| 7                                             | Emmanuel Ntim     | 2       | 0               | 2     |
| 8                                             | Djibril Diani     | 1       | 0               | 1     |
| 8                                             | Benjamin Jeannot  | 1       | 0               | 1     |
| 8                                             | Anton Salétros    | 1       | 0               | 1     |
| 8                                             | Norman Bassette   | 1       | 0               | 1     |
| 8                                             | Yoann Court       | 1       | 0               | 1     |
| 8                                             | Hianga'a Mbock    | 1       | 0               | 1     |
| 8                                             | Hugo Vandermersch | 1       | 0               | 1     |
| 8                                             | Jessy Deminguet   | 0       | 1               | 1     |
| C.S.C                                         | 4 joueurs         | 4       | 0               | 4     |
| TOTAL                                         | TOTAL             | 52      | 5               | 57    |
| Source : Buteurs SM Caen - Ligue 2 BKT - LFP. |                   |         |                 |       |

| Rang                                           | Joueur            | Ligue 2 | Coupe de France | Total |
| ---------------------------------------------- | ----------------- | ------- | --------------- | ----- |
| 1                                              | Yoann Court       | 5       | 0               | 5     |
| 2                                              | Ali Abdi          | 4       | 0               | 4     |
| 2                                              | Hugo Vandermersch | 3       | 1               | 4     |
| 4                                              | Jessy Deminguet   | 2       | 1               | 3     |
| 5                                              | Godson Kyeremeh   | 2       | 0               | 2     |
| 5                                              | Alexandre Mendy   | 2       | 0               | 2     |
| 5                                              | Caleb Zady Sery   | 2       | 0               | 2     |
| 5                                              | Moussa Sylla      | 2       | 0               | 2     |
| 7                                              | Samuel Essende    | 1       | 0               | 1     |
| 7                                              | Romain Thomas     | 1       | 0               | 1     |
| 7                                              | Johann Obiang     | 1       | 0               | 1     |
| 7                                              | Hianga'a Mbock    | 1       | 0               | 1     |
| 7                                              | Anton Salétros    | 1       | 0               | 1     |
| 7                                              | Bilal Brahimi     | 1       | 0               | 1     |
| 7                                              | Benjamin Jeannot  | 0       | 1               | 1     |
| TOTAL                                          | TOTAL             | 29      | 3               | 32    |
| Source : Passeurs SM Caen - Ligue 2 BKT - LFP. |                   |         |                 |       |

### Joueurs prêtés
| P. | Nat.         | Nom                | Club en prêt       | Compétition           | Championnat | Championnat | Championnat    | Championnat | Championnat  | Coupes nationales | Coupes nationales | Coupes nationales | Coupes nationales | Coupes nationales | Total | Total       | Total          | Total  | Total        |
| P. | Nat.         | Nom                | Club en prêt       | Compétition           | MJ          | But inscrit | Passe décisive | Averti      | Carton rouge | MJ                | But inscrit       | Passe décisive    | Averti            | Carton rouge      | MJ    | But inscrit | Passe décisive | Averti | Carton rouge |
| -- | ------------ | ------------------ | ------------------ | --------------------- | ----------- | ----------- | -------------- | ----------- | ------------ | ----------------- | ----------------- | ----------------- | ----------------- | ----------------- | ----- | ----------- | -------------- | ------ | ------------ |
| G  |              | Sullivan Péan      | USL Dunkerque      | National              | 21          | 0           | 0              | 0           | 0            | 0                 | 0                 | 0                 | 0                 | 0                 | 21    | 0           | 0              | 0      | 0            |
| D  |              | Brahim Traoré      | SL16 FC            | Challenger Pro League | 12          | 0           | 0              | 2           | 0            | 0                 | 0                 | 0                 | 0                 | 0                 | 12    | 0           | 0              | 2      | 0            |
| M  |              | Iyad Mohamed       | Le Mans FC         | National              | 14          | 0           | 0              | 4           | 0            | 0                 | 0                 | 0                 | 0                 | 0                 | 14    | 0           | 0              | 4      | 0            |
| A  |              | Ilyes Najim        | Bourg-en-Bresse 01 | National              | 30          | 4           | 1              | 1           | 1            | 0                 | 0                 | 0                 | 0                 | 0                 | 30    | 4           | 1              | 1      | 1            |
| A  |              | Andréas Hountondji | US Quevilly-Rouen  | Ligue 2               | 7           | 0           | 0              | 0           | 0            | 1                 | 0                 | 0                 | 0                 | 0                 | 8     | 0           | 0              | 0      | 0            |
| A  | US Orléans   | Andréas Hountondji | National           | 15                    | 6           | 2           | 0              | 0           | 0            | 0                 | 0                 | 0                 | 0                 | 15                | 6     | 2           | 0              | 0      |              |
| A  |              | Zeidane Inoussa    | Real Murcie        | Segunda B             | 16          | 0           | 2              | 0           | 0            | 1                 | 0                 | 0                 | 0                 | 0                 | 17    | 0           | 2              | 0      | 0            |
| A  | Valence CF B | Zeidane Inoussa    | Segunda B          | 16                    | 2           | 0           | 2              | 0           | 0            | 0                 | 0                 | 0                 | 0                 | 16                | 2     | 0           | 2              | 0      |              |

### Affluences à domicile
Le stade Michel d'Ornano a accueilli 266 353 spectateurs cette saison, pour une affluence moyenne de 14 018 spectateurs par match.

### Joueur du mois
Tous les mois, le SM Caen procède à une élection du joueur du mois. Le club fait voter ses supporters parmi trois choix imposés.
Le prix est sponsorisé par l'entreprise Künkel SAS, partenaire officiel du SM Caen. 

Le tableau ci-dessous est un récapitulatif des prix de cette saison.
| Mois      | Vainqueur       | Nommés            | Nommés          |
| --------- | --------------- | ----------------- | --------------- |
| Août      | Anthony Mandrea | Ali Abdi          | Romain Thomas   |
| Septembre | Ibrahim Cissé   | Romain Thomas     | Alexandre Mendy |
| Octobre   | Anthony Mandrea | Godson Kyeremeh   | Alexandre Mendy |
| Novembre  | Ali Abdi        | Alexandre Mendy   | Romain Thomas   |
| Décembre  | Bilal Brahimi   | Romain Thomas     | Emmanuel Ntim   |
| Janvier   | Bilal Brahimi   | Anthony Mandrea   | Hianga'a Mbock  |
| Février   | Anton Salétros  | Godson Kyeremeh   | Alexandre Mendy |
| Mars      | Alexandre Mendy | Anthony Mandrea   | Ibrahim Cissé   |
| Avril     | Anthony Mandrea | Alexandre Mendy   | Yoann Court     |
| Mai       | Alexandre Mendy | Hugo Vandermersch | Yoann Court     |

## Autres équipes

### Équipe réserve
L'équipe réserve évolue en National 2. Elle termine au 15e rang du groupe A et se voit reléguée en National 3 en fin de saison.

### Moins de 19 ans
L'équipe des moins de 19 ans évolue en championnat national. Elle termine 8e sur 14 du groupe A. En Coupe Gambardella, les moins de 18 ans sont éliminés en 32e de finale.

### Équipe féminine
L'équipe féminine, créée en 2019-2020, évolue cette saison en championnat Régional 1. Elle est promue en fin de saison en Division 3, nouvellement recréée.